# Klaus F. Röhl
Klaus Friedrich Röhl (* 22. Mai 1938 in Töstrup) ist ein deutscher Jurist und ehemaliger Hochschullehrer an der Ruhr-Universität Bochum.

## Leben
Klaus F. Röhl legte nach dem Studium der Soziologie, der Geschichte und der Rechtswissenschaften an den Universitäten Heidelberg, Frankfurt am Main und Kiel 1960 sein Erstes Juristisches Staatsexamen ab. Seit 1957 ist er Mitglied des Corps Suevia Heidelberg. Nach seinem Zweiten Staatsexamen 1964 arbeitete Röhl als Gerichtsassessor, später als Landgerichtsrat am Landgericht Kiel. 1969 wurde er in Kiel bei Hellmuth Mayer zum Dr. iur. promoviert. Im Jahr 1972 schloss er seine Habilitation ab, womit ihm die venia legendi für die Fächer Bürgerliches Recht, Zivilprozessrecht, Rechtssoziologie, weiter Rechtsphilosophie verliehen wurde.
Nach Abschluss seiner Habilitation war Klaus F. Röhl zunächst als Richter am Oberlandesgericht Schleswig tätig. Von 1973 bis 1974 arbeitete er als Chefsyndikus der Brandkasse-Provinzial in Kiel. Von 1975 bis zu seiner Emeritierung im Jahr 2003 hatte Röhl den Lehrstuhl für Rechtssoziologie und Rechtsphilosophie an der Universität Bochum inne. 1989 war er als Visiting Professor an der Saint Louis University tätig.

## Schriften (Auswahl)
- Über die lebenslange Freiheitsstrafe. Duncker & Humblot, Berlin 1969, ISBN 978-3-428-02131-4. (Zugl. Diss., Kiel)
- Das Dilemma der Rechtstatsachenforschung. Mohr Siebeck, Tübingen 1974, ISBN 978-3-16-635811-6. (Zugl.: Kiel, Univ., Jurist. Fak., Habil.-Schr. 1971/72)
- Der Vergleich im Zivilprozess. Westdeutscher Verlag, Opladen 1983.
- Rechtssoziologie: Ein Lehrbuch. 2. Auflage. Carl Heymanns, Köln 2006, ISBN 978-3-452-26289-9 (ruhr-uni-bochum.de).
- Klaus F. Röhl, Stefan Ulbrich: Recht anschaulich. Visualisierung der Juristenausbildung. Halem, Köln 2007, ISBN 978-3-938258-06-4 (rsozblog.de [PDF]).
- Klaus F. Röhl, Hans Christian Röhl: Allgemeine Rechtslehre. 3. Auflage. Vahlen, München 2008, ISBN 978-3-8006-4722-4.